# Drugi rząd lorda Beaconsfielda

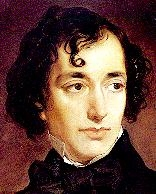
Hrabia Beaconsfield, premier, pierwszy lord skarbu, lord tajnej pieczęci, przewodniczący Izby Gmin, przewodniczący Izby Lordów

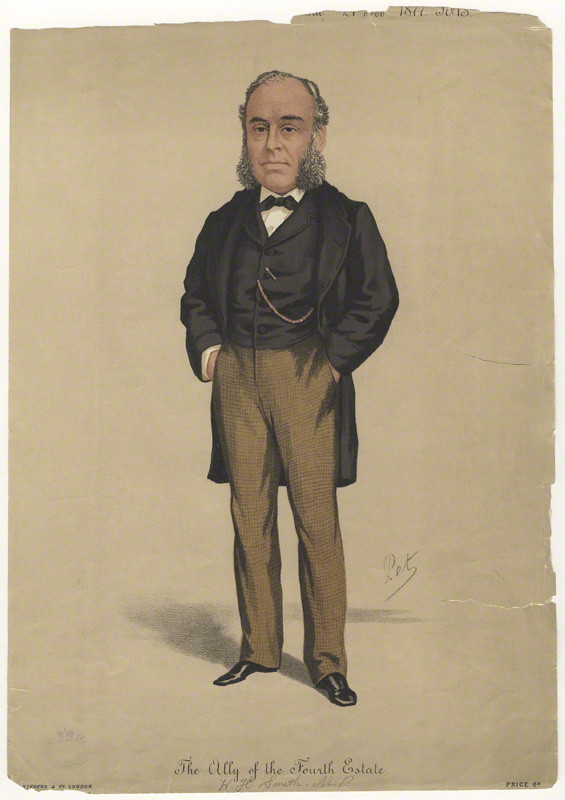
William Henry Smith, finansowy sekretarz skarbu, pierwszy lord Admiralicji

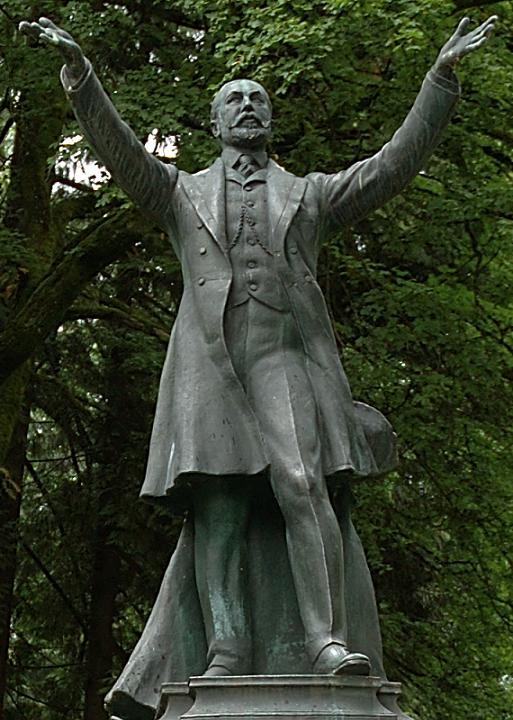
Frederick Stanley, finansowy sekretarz w ministerstwie wojny, finansowy sekretarz skarbu, minister wojny

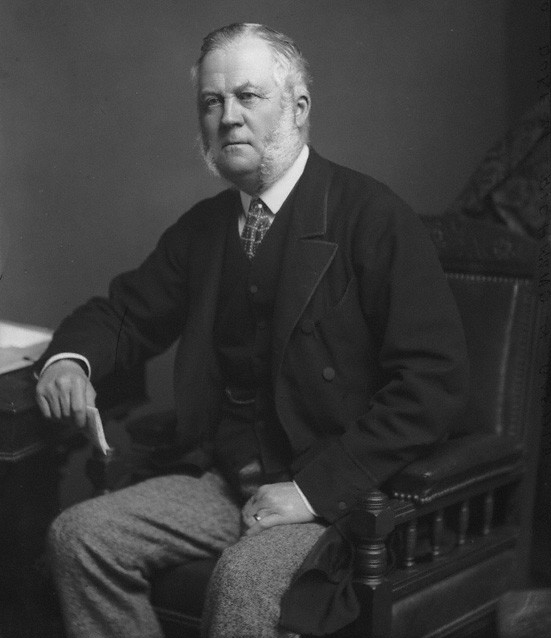
Książę Richmond, lord przewodniczący Rady, przewodniczący Izby Lordów

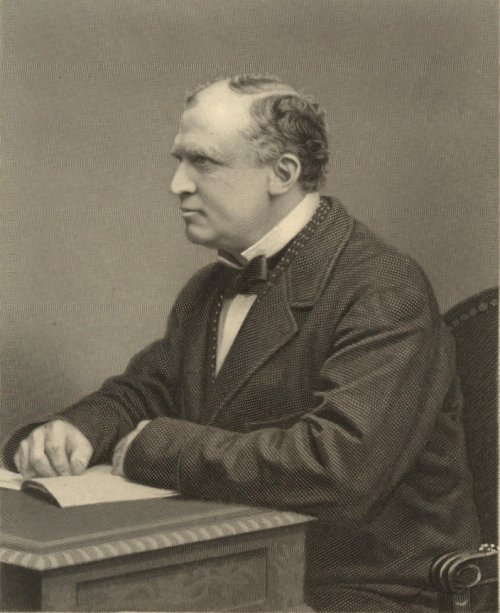
Hrabia Derby, minister spraw zagranicznych

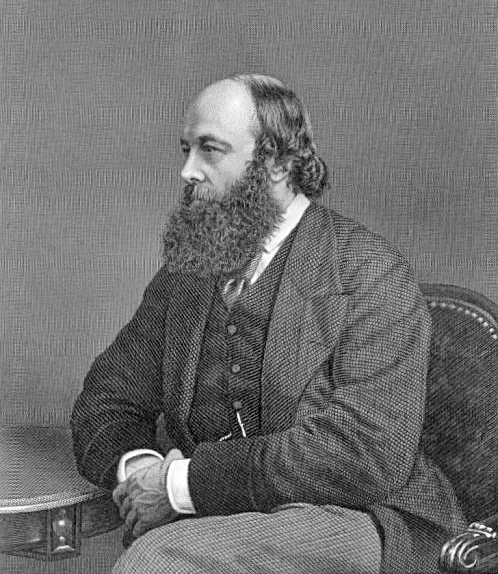
Markiz Salisbury, minister ds. Indii, minister spraw zagranicznych

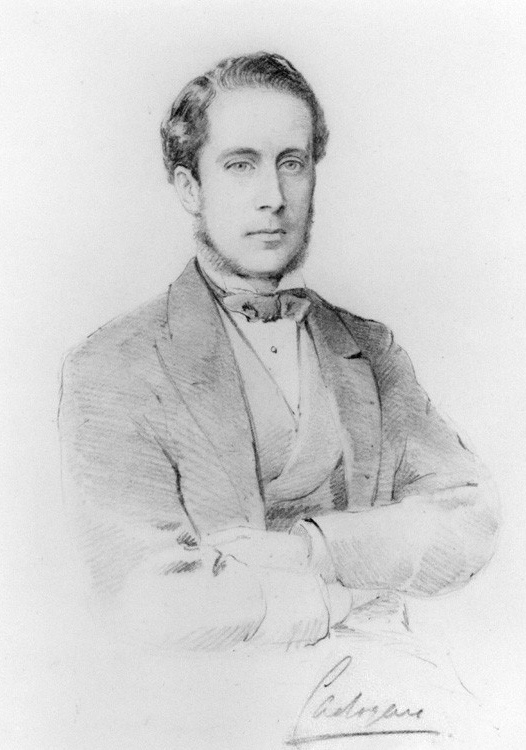
Hrabia Cadogan, podsekretarz stanu w ministerstwie wojny, podsekretarz stanu w ministerstwie ds. kolonii

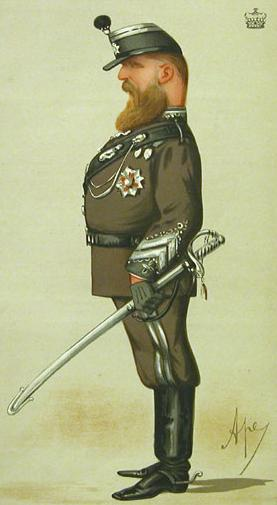
Wicehrabia Bury, podsekretarz stanu w ministerstwie wojny

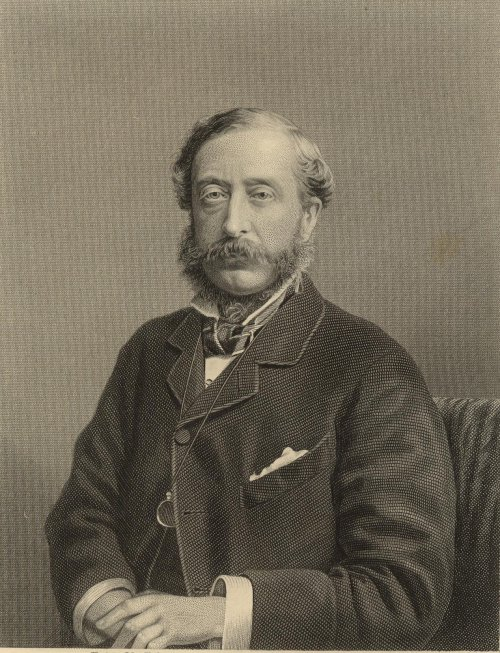
Hrabia Carnarvon, minister ds. kolonii

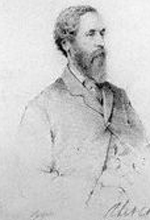
Książę Abercorn, lord namiestnik Irlandii

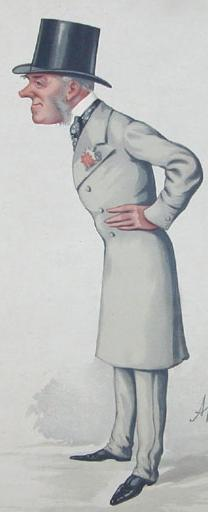
Hrabia Coventry, kapitan Gentelmen-at-Arms

Drugi rząd lorda Beaconsfielda – drugi rząd pod przewodnictwem Benjamina Disraelego (kreowanego w 1876 r. hrabią Beaconsfield) powstał 20 lutego 1874 i przetrwał do 21 kwietnia 1880.
Członków ścisłego gabinetu wyróżniono tłustym drukiem.

## Skład rządu
| Urząd                                                  | Imię i nazwisko | Kadencja                                     |
| ------------------------------------------------------ | --- | -------------------------------------------- |
| Premier Pierwszy lord skarbu                           | Benjamin Disraeli, 1. hrabia Beaconsfield | 1874–1880                                    |
|                                                        | |                                              |
| Kanclerz skarbu                                        | Stafford Northcote | 1874–1880                                    |
| Parlamentarny sekretarz skarbu                         | Willia Hart Dyke | 1874–1880                                    |
| Finansowy sekretarz skarbu                             | William Henry Smith Frederick Stanley Henry Selwin-Ibbetson | 1874–1877 1877–1878 1878–1880                |
| Młodsi lordowie skarbu                                 | Arthur Stanhope, wicehrabia Mahon Rowland Winn James Drymple-Horne-Elphinstone John Crichton, wicehrabia Crichton | 1874–1876 1874–1880 1876–1880                |
| lord kanclerz                                          | Hugh Cairns, 1. hrabia Cairns | 1874–1880                                    |
| lord przewodniczący Rady                               | Charles Gordon-Lennox, 6. książę Richmond | 1874–1880                                    |
| lord tajnej pieczęci                                   | James Harris, 3. hrabia Malmesbury Benjamin Disraeli, 1. hrabia Beaconsfield Algernon Percy, 6. książę Northumberland | 1874–1876 1876–1878 1878–1880                |
| Minister spraw wewnętrznych                            | Richard Cross | 1874–1880                                    |
| Podsekretarz stanu w ministerstwie spraw wewnętrznych  | Henry Selwin-Ibbetson Matthew Ridley | 1874–1878 1878–1880                          |
| Minister spraw zagranicznych                           | Edward Stanley, 15. hrabia Derby Robert Gascoyne-Cecil, 3. markiz Salisbury | 1874–1878 1878–1880                          |
| Podsekretarz stanu w ministerstwie spraw zagranicznych | Robert Bourke | 1874–1880                                    |
| Minister wojny                                         | Gathorne Hardy Frederick Stanley | 1874–1878 1878–1880                          |
| Podsekretarz stanu w ministerstwie wojny               | George Herbert, 16. hrabia Pembroke George Cadogan, 5. hrabia Cadogan William Keppel, wicehrabia Bury | 1874–1875 1875–1878 1878–1880                |
| Finansowy sekretarz w ministerstwie wojny              | Frederick Stanley Robert Loyd-Lindsay | 1874–1877 1877–1880                          |
| Zastępca generała artylerii                            | lord Eustace Cecil | 1874–1880                                    |
| Minister ds. kolonii Przewodniczący Izby Lordów        | Henry Herbert, 4. hrabia Carnarvon Michael Hicks-Beach | 1874–1878 1878–1880                          |
| Podsekretarz stanu w ministerstwie ds. kolonii         | James Lowther of Wilton Castle George Cadogan, 5. hrabia Cadogan | 1874–1878 1878–1880                          |
| Minister ds. Indii                                     | Robert Gascoyne-Cecil, 3. markiz Salisbury Gathorne Hardy, 1. wicehrabia Cranbrook | 1874–1878 1878–1880                          |
| Podsekretarz stanu w ministerstwie ds. Indii           | George Hamilton Edward Stanhope | 1874–1878 1878–1880                          |
| Przewodniczący Izby Gmin                               | Benjamin Disraeli Stafford Northcote | 1874–1876 1876–1880                          |
| Przewodniczący Izby Lordów                             | Charles Gordon-Lennox, 6. książę Richmond Benjamin Disraeli, 1. hrabia Beaconsfield | 1874–1876 1876–1880                          |
| Pierwszy lord Admiralicji                              | George Ward Hunt William Henry Smith | 1874–1877 1877–1880                          |
| Parlamentarny sekretarz przy Admiralicji               | Algernon Fulke Egerton | 1874–1880                                    |
| Cywilny lord Admiralicji                               | Massey Lopes | 1874–1880                                    |
| Główny sekretarz Irlandii                              | Michael Hicks-Beach James Lowther of Wilton Castle | 1874–1878 1878–1880                          |
| Lord namiestnik Irlandii                               | James Hamilton, 1. książę Abercorn John Spencer-Churchill, 7. książę Marlborough | 1874–1876 1876–1880                          |
| Poczmistrz generalny                                   | lord John Manners | 1874–1880                                    |
| Przewodniczący Zarządu Handlu                          | Charles Adderley Dudley Ryder, wicehrabia Sandon | 1874–1878 1878–1880                          |
| Parlamentarny sekretarz przy Zarządzie Handlu          | George William Pierrepont Bentinck Edward Stanhope John Gilbert Talbot | 1874–1875 1875–1878 1878–1880                |
| Wiceprzewodniczący Komitetu Edukacji                   | Dudley Ryder, wicehrabia Sandon George Hamilton | 1874–1878 1878–1880                          |
| Kanclerz Księstwa Lancaster                            | Thomas Edward Taylor | 1874–1880                                    |
| Przewodniczący Rady Zarządu Lokalnego                  | George Sclater-Booth | 1874–1880                                    |
| Parlamentarny sekretarz przy Radzie Zarządu Lokalnego  | Clare Sewell Read Thomas Salt | 1874–1876 1876–1880                          |
| Paymaster-General                                      | Stephen Cave David Plunket | 1874–1875 1875–1880                          |
| Pierwszy komisarz ds. prac publicznych                 | lord Henry Lennox Gerard Noel | 1874–1876 1876–1880                          |
| Prokurator generalny                                   | John Burgess Karslake Richard Baggallay John Holker | 1874 1874–1875 1875–1880                     |
| Radca generalny Anglii i Walii                         | Ricard Baggallay John Holker Hardinge Giffard | 1874 1874–1875 1875–1880                     |
| Najwyższy Sędzia Wojskowy                              | Stephen Cave George William Pierrepont Bentinck | 1874–1875 1875–1880                          |
| Lord adwokat                                           | Edward Strathearn Gordon William Watson | 1874 1874–1880                               |
| Solicitor General dla Szkocji                          | John Millar William Watson John Macdonald | 1874 1874–1876 1876–1880                     |
| Prokurator Generalny dla Irlandii                      | John Thomas Ball Henry Ormsby George Augustus Chichester May Edward Gibson | 1874–1875 1875 1875–1877 1877–1880           |
| Solicitor General dla Irlandii                         | Henry Ormsby David Plunket Gerald Fitzgibbon Hugh Holmes | 1874–1875 1875–1877 1877–1878 1878–1880      |
| lord steward                                           | Frederick Lygon, 6. hrabia Beauchamp | 1874–1880                                    |
| lord szambelan                                         | Francis Seymour, 5. markiz Hertford William Edgcumbe, 4. hrabia Mount Edgcumbe | 1874–1879 1879–1880                          |
| Wiceszambelan Dworu Królewskiego                       | George Barrington, 7. wicehrabia Barrington | 1874–1880                                    |
| Koniuszy królewski                                     | Orlando Bridgeman, 3. hrabia Bradford | 1874–1880                                    |
| Skarbnik Dworu Królewskiego                            | Henry Percy, hrabia Percy lord Henry Thynne | 1874–1875 1875–1880                          |
| Kontroler Dworu Królewskiego                           | lord Henry Somerset Hugh Seymour, hrabia Yarmouth | 1874–1879 1879–1880                          |
| Kapitan Gentelmen-at-Arms                              | William Cecil, 3. markiz Exeter Charles Chetwynd-Talbot, 19. hrabia Shrewsbury George Coventry, 9. hrabia Coventry | 1874–1875 1875–1877 1877–1880                |
| Kapitan Ochotników Gwardii                             | Edward Bootle-Wilbraham, 2. baron Skelmersdale | 1874–1880                                    |
| Opiekun stajni królewskich                             | Charles Yorke, 5. hrabia Hardwicke | 1874–1880                                    |
| Lord-in-waiting                                        | Charles Murray, 7. hrabia Dunmore Robert Jocelyn, 4. hrabia Roden Cornwallis Maude, 4. wicehrabia Hawarden William Bagot, 3. baron Bagot Dudley FitzGerald-de Ros, 24. baron de Ros William Buller-Fullerton-Elphinstone, 15. lord Elphinstone Thomas de Grey, 6. baron Wasingham Victor Villiers, 7. hrabia Jersey John Henniker-Major, 5. baron Henniker William Onslow, 4. hrabia Onslow | 1874–1880 1874–1875 1875–1877 1877–1880 1880 |
| Dodatkowy lord-in-waiting                              | Mortimer Sackville-West, 1. baron Sackville | 1876–1880                                    |